# Hr.Ms. Noordbrabant (1900)
De Hr.Ms. Noordbrabant was een Nederlands pantserdekschip van de Hollandklasse, gebouwd door de scheepswerf Koninklijke Maatschappij de Schelde in Vlissingen. Het schip is vernoemd naar de Nederlandse provincie Noord-Brabant.

## Dienst historie
Het schip werd op 17 januari 1899 te water gelaten op de werf van de Koninklijke Maatschappij de Schelde te Vlissingen.
Op 1 maart 1900 werd het schip onder commando van kapitein-ter-zee A.W.F.C. van Woerden in dienst genomen bij de Nederlandse marine.
Op 6 februari 1901 vertrok de Noordbrabant vanuit Vlissingen naar Nederlands-Indië waar het op 23 maart in Tandjong Priok aankwam. 16 april dat jaar vertrok ze naar Melbourne en Albany voor de opening van het Australische parlement in mei 1901 om de Nederlandsch-Indische regering te vertegenwoordigen.
Na een tijd te hebben gediend in Nederlands-Indië keerde de Noordbrabant samen met de Utrecht en de Gelderland op 17 juni 1905 terug naar Nederland. De reis ging van Tandjong Priok via Mahé, Perim, Port Said, Algiers en Tanger. De schepen arriveerden op 30 augustus 1905 in Den Helder.
Op 28 augustus 1909 begon het schip een tocht van Soerabaja naar San Francisco waarbij voor het eerst geen gebruik werd gemaakt van het hulpzeil. Onderweg sloeg men kolen in op Menado, de Marshalleilanden en Hawaï. Op 12 oktober dat jaar kwam men aan in San Francisco waar de bemanning de Portola-feesten bijwoonde, ter herdenking van de aardbeving in 1906.
In 1910 escorteren de Hertog Hendrik en de Holland het schip dat tijdens een tocht naar Soerabaja voor schietoefeningen op 31 mei nabij Zuid-Lombok een onbekende klip raakte, waardoor een aantal compartimenten van het schip vol liepen maar men kon vervolgens wel op eigen kracht de reis vervolgen.
Op 18 juni 1914 vertrok het schip naar Durazzo om het stoffelijk overschot van majoor Thomson over te brengen naar Nederland. Thomson was aldaar op 15 juni gesneuveld tijdens een vredesmissie.
Op 6 januari 1916 liep de Britse onderzeeër E 17 vast voor de Nederlandse kust. Hij kon op eigen kracht loskomen, maar de commandant zag zich genoodzaakt het schip buiten territoriale wateren tot zinken te brengen. De bemanning werd opgepikt door de Noordbrabant.
Het schip werd tijdens een verbouwing, die startte op 23 december 1925, ontwapend en omgebouwd tot logementsschip. De Noordbrabant diende als logementsschip voor de matrozenopleiding in Vlissingen. Daar werd het schip op 17 mei 1940 in verband met de oprukkende Duitse troepen door de eigen bemanning tot zinken gebracht. Het wrak werd door de Duitsers gelicht en verschroot.